# Miguel Ángel Girollet
Miguel Ángel Girollet (Buenos Aires, 1947 - Madrid, 1996) fue un virtuoso de la guitarra clásica argentino. Girollet se caracterizó por su amplio repertorio que iba desde la música del siglo XVI hasta la contemporánea. Durante los años setenta formó parte del renombrado Cuarteto Martínez Zárate.

## Estudios
Girollet estudió en el Conservatorio Juan José Castro de Buenos Aires con los profesores Graciela Pomponio y Jorge Martínez Zárate, con quienes más tarde cooperó en el Cuarteto Martínez Zárate luego de la jubilación de Eduardo Frassón. Después continuó su formación de 1970 a 1972 con Abel Carlevaro y Ljerko Spiller de manera particular.

## Giras
Miguel ángel Girollet realizó innumerables cantidad de conciertos en los grandes teatros europeos y americanos. En su Argentina nativa realizó varios conciertos a lo largo de su carrera en el Teatro San Martín, Teatro Colón, Teatro Nacional Cervantes, Teatro Presidente Alvear, así como también en ciudades menores del país. Además fue solista en varias ocasiones de la Orquesta Sinfónica Nacional. Girollet visitó casi todos los países americanos y actuó de solista con la mayoría de las orquestas nacionales de Sudamérica, entre ellas la Filarmónica de Chile y Bogotá, la Orquesta Sinfónica del Ecuador y de Medellín y en la Orquesta Nacional de Cámara de Montevideo. En Estados Unidos se presentó, entre otros,  en el DAR Constitution Hall y en el Salón de las Américas de la OEA en Washington, en el Museo de Arte Moderno de San Francisco y tres veces en el Carnegie Hall en Nueva York. 
Mucha de su actividad profesional la realizó en Francia, siendo así que la mayoría de sus premios los ganó en ese país y tocó en prestigiosas salas, tales como la Maison de la Radio, el Grand Théâtre de Bordeaux y la salle Cortot  de la École normale de musique de Paris. Además, formó parte del Cuarto Festival Internacional de París. En varias ocasiones visitó además Suiza, Grecia, Inglaterra, Italia y Suecia y Bélgica. España le rindió mucho tributo y Girollet se presentó en varias ciudades de la península y varias veces en el Auditorio Nacional de Música de Madrid. En 1986 visitó Alemania Occidental para participar en la Sexta Semana de la Guitarra de la ciudad de Aschaffenburg. 
Girollet visitó además varios países del entonces Bloque del Este. En Alemania Oriental se presentó en Magdeburgo y en Berlín, donde tocó como solista con la Orquesta Sinfónica (Rundfunk-Sinfonieorchester Berlin) y dictó Clases Magistrales. Visitó además Polonia, Armenia, Ucrania, Checoslovaquia (en la actual República Checa) y Bulgaria, donde tuvo la oportunidad de actuar nuevamente como solista en varias orquestas. Visitó la Unión Soviética en cinco ocasiones y tocó en Leningrado (hoy San Petersburgo) e inclusive cuatro veces en la renombrada Gran Sala del Conservatorio "Piotr Ilich Tchaikovsky" de Moscú. Después de la caída de la Unión Soviética realizó nuevamente giras por algunos de los países del antiguo Bloque Oriental y tocó con la Orquesta Sinfónica de Turingia y la Opera Nacional de Sofía.

## Instrumento
Girollet tocaba con una guitarra construida por Manuel Contreras (padre) fechada 1989. Dicho instrumento actualmente pertenece al virtuoso concertista canadiense Yves Lafontaine. Con anterioridad utilizó instrumentos del luthier parisino Daniel Friederich y del constructor madrileño José Ramírez.

## Actividad docente
Girollet no sólo fue reconocido por su actividad como concertista, sino también por sus méritos en la docencia. Es así que fue profesor durante diez años en el Seminario Internacional de Porto Alegre y en varios conservatorios argentinos, especialmente en el Collegium Musìcum de Buenos Aires. Durante sus viajes ejerció también en las Universidades de Burdeos, Puerto Rico, San Luis, Veracruz, Costa Rica y Bogotá. En España ofreció clases magistrales en el Real Conservatorio Superior de Música de Madrid y en Francia durante los Recontres Internacionales de Musique de la ciudad de Bièvres y el Festival Internacional de Bourges. Durante sus giras, dictó además clases magistrales en casi todas las ciudades que visitó, de tal manera que muchos guitarristas de toda Europa han sido influenciados por Girollet.

## Premios
- Concurso Promociones Musicales (1970)
- Concurso Internacional de Porto Alegre (1971)
- Concurso Internacional de Ginebra (1975)
- Concurso Radio France de París (1975)
- Concurso Internacional de París (1975)
- Concurso Breyer (1976)
- Premio Konex (1989)

## Discografía
En 1986 publicó un álbum en formato vinilo (LP) y casete (SPACIO – 2072) con repertorio solista, incluyendo las siguientes obras: Sonata Nº2 (Carlos Guastavino); Romanza y Vals op. 8 Nº 4 (Agustín Barrios); Elogio de la Danza y Danza Característica (Leo Brouwer); Espiral (Jorge Tsilicas)
Girollet tan sólo grabó un CD a pesar del reconocimiento del público y los críticos y de sus múltiples giras mundiales. Las razones son desconocidas. Además, existen algunas filmaciones amateurs de sus clases magistrales y conciertos.
- Música Barroca Guitarra, Miguel Ángel Girollet (Künstler), Various (Komponist), Ópera Tres, 1995.